# Carlos Asprilla
Carlos Fernando Asprilla Mosquera (* 19. Oktober 1970 in Zarzal) ist ein kolumbianischer Fußballspieler. Der Innenverteidiger bestritt zehn Länderspiele für die kolumbianische Fußballnationalmannschaft und gewann auf Vereinsebene mit América de Cali drei Meistertitel.

## Karriere

### Verein
Carlos Asprilla verbrachte den Großteil seiner Karriere in kolumbianischen Vereinen, hatte aber auch Stationen im internationalen Fußball in Argentinien, Chile und Mittelamerika. Er debütierte 1990 bei América de Cali und wurde von Gabriel Ochoa Uribe gefördert. Bei den Diablos Rojos blieb er bis zur Saison 1992 und gewann zwei Titel. Anschließend wechselte er für die erste Hälfte der Saison 1993 zu Unión Magdalena, bevor er zu Unión de Santa Fe bis 1995 und Los Andes aus der Primera Nacional B Argentiniens transferiert wurde. 1996 kehrte er zu América de Cali zurück und wurde in der Saison 1996/97 erneut Meister. Danach spielte er für verschiedene kolumbianische Vereine, bevor er für CS Herediano in Costa Rica, SD Aucas in Ecuador, Atlético Balboa in El Salvador und Deportes La Serena in Chile aktiv war. Bei letzterem Verein beendete er seine Spielerkarriere 2006 und absolvierte später in Chile eine Ausbildung zum Trainer. 2018 wurde er Cheftrainer bei América de Cali.

### Nationalmannschaft
Für die Nationalmannschaft Kolumbiens bestritt Asprilla zehn Spiele. Er debütierte im Juni 1997 beim 1:1-Unentschieden in der Qualifikation zur Weltmeisterschaft 1998 gegen Uruguay, wurde jedoch nicht für das Endturnier in Frankreich nominiert. Bei der Copa América 1997 zuvor stand er im Kader und absolvierte ein Gruppenspiel. Kolumbien schied im Viertelfinale gegen Gastgeber Bolivien aus. Beim Gold Cup 2000 stand Asprilla erneut im Kader Kolumbiens. Er kam in den beiden Gruppenspielen gegen Jamaika und Honduras sowie in der Finalrunde im Viertelfinale gegen Gastgeber USA und im Halbfinale gegen Peru zum Einsatz. Kolumbien wurde Turnierzweiter. Für Asprilla war das Halbfinale gegen Peru gleichzeitig sein letztes Länderspiel.

## Erfolge
América de Cali
- Kolumbianischer Meister: 1990, 1992, 1997

Millonarios
- Sieger der Copa Merconorte: 2001

## Sonstiges
Seine beiden jüngeren Brüder Luis und Jimmy sind ebenfalls Profifußballspieler. Auch sein Cousin Faustino Asprilla ist ehemaliger Fußballprofi und spielte gemeinsam mit Carlos in der Nationalmannschaft.